# La fi del número
La fi del número és un pastel sobre tela realitzat per Pablo Picasso el 1901 a París i que actualment forma part de la col·lecció permanent del Museu Picasso de Barcelona. Es mostra a la Sala 6 de la col·lecció permanent del museu i està signat –Picasso- a l'angle inferior dret. Forma part de l'Adquisició de la col·lecció privada de Lluís Plandiura de 1932.
Des de molt aviat, Picasso se sent captivat per l'espectacle en general. Un món fascinant ple d'estímuls visuals, reptes i un cabal inesgotable d'inspiració que li ofereix un ric potencial temàtic i cromàtic.
La primera meitat de l'any 1901 a París, Picasso està immers en el món de la festa i la diversió i es deixa seduir per la bohèmia, els cabarets i la decadència dels plaers de la belle époque. Ballarines, cupletistes, cantants, personatges de la nit poblen la seva obra, tractats amb estil àgil i directe.
A La fi del número capta la vedette, probablement Yvette Gilbert, mentre saluda somrient en acabar l'actuació a l'Olympia (París).
Aquest pastel té un component més pictòric que gràfic, amb una composició i un cromatisme que confirmen una síntesi harmoniosa dels tempteigs del moment. Molt pròxima a aquesta obra Picasso va pintar el mateix any a París el pastel En escena, que es conserva a l'Albright-Knox Art Gallery a Buffalo, Nova York.
El gust per l'espontani i pels temes nocturns l'ha heretat, en bona part, de Toulouse-Lautrec, de qui anys més tard
afirmarà: “És a París on vaig adonar-me'n del gran pintor que era Toulouse-Lautrec”.
Picasso manifesta la seva admiració vers l'artista francès en algunes obres com aquesta, mitjançant l'aplicació dels colors llisos i plans i l'arabesc en la línia que contorneja la figura de manera clara i amb gran poder de síntesi i, sobretot, amb un joc airós
del canell.